# Ferruccio Musitelli
Ferruccio Adriano «Fucho» Musitelli Tagliafico (Pando, Canelones, 25 de agosto de 1927 - Montevideo, 30 de enero de 2013) fue un fotógrafo y director de cine uruguayo.
Su obra abarca documentales y cortometrajes sobre eventos políticos y deportivos, turismo, temas urbanos y publicidad. Entre sus principales obras figuran Dogomar Martínez vs. Kid Gavilán (1955, codirigida con Adolfo L. Fabregat); La ciudad en la playa (1961), sobre la costa montevideana; y Orientales al frente (1971) sobre la campaña política del entonces recién formado Frente Amplio para las elecciones generales de 1971.

## Biografía
De padre italiano y madre uruguaya de origen italiano, vivió parte de su infancia en Túnez, en ese entonces bajo dominio francés, donde sus padres se habían conocido y casado. Al regresar su familia a Uruguay, cursó estudios secundarios en el Liceo Zorrilla. Fue amigo desde la niñez del pintor José Gurvich.
En su adolescencia en Montevideo, ingresó como aprendiz en el taller de un pintor italiano amigo de su padre, donde trabajó como decorador durante cinco años. En este taller se inició en la fotografía con una cámara monocrómatica que usaba placas de vidrio, propiedad de su empleador. Tras esta experiencia dejó la pintura y se dedicó a formarse como fotógrafo.
En 1946 comenzó a trabajar como asistente y camarógrafo del noticiero de cine Uruguay al día, producido por el escritor y productor cinematográfico Joaquín Martínez Arboleya, más conocido como Santicaten. Al año siguiente pasó a trabajar para el noticiero Emelco, dirigido y producido por Hugo Luis Arredondo. Fue director técnico de la empresa «Noticias Uruguayas SA», producto de la unión entre los dos noticieros anteriores, hasta 1954. En ese año fundó una compañía productora con la que realizó varios trabajos documentales en su país y en el exterior.
Creó una empresa de arrendamiento de equipos cinematográficos a productores y realizadores y fue corresponsal de ABC News, RAI, Radio Televisión Francesa, El Correo de la Unesco.
Integró el Partido Comunista y se exilió en Italia en diciembre de 1977 donde trabajó como documentalista, camarógrafo y director de fotografía. Regresó a Uruguay en 1987.
Ejerció como docente de Historia del cine en la Facultad de Ciencias de la Comunicación en la Universidad de la República y de Realización de documental en la Escuela de cine de Cinemateca Uruguaya. Fue columnista de cine en el semanario Pregón y de viajes en los diarios Acción, El Bien Público y El Diario.
Recibió en 2010 el premio Candelabro de Oro otorgado por la filial uruguaya de la B'nai B'rith.
En 2012 publicó el libro de memorias Imágenes en la maleta (ed. Trilce) que reúne once relatos autobiográficos breves. Falleció en Montevideo el 30 de enero de 2013.

## Filmografía (selección)
- La avenida 18 de Julio (1951)
- Contratiempo y marea (1954, con Pepe Estruch)
- Dogomar Martínez vs. Kid Gavilán (1955, codirigida con Adolfo Fabregat)
- Sonrían por favor (con Adolfo Fabregat)
- La ciudad en la playa (1961)
- Orientales al frente (1971)
- Psicomotricidad (1980)
- Un solo país (2012)